# ヤダモン
『ヤダモン』は、1992年8月24日から1993年7月16日までNHK総合テレビジョン → NHK教育テレビジョンで10分枠の帯番組として放送されたテレビアニメ作品、およびこれを原作とする小説作品ならびに漫画作品である。テレビアニメは全170話。

## 概要
人間界に修行にやってきた魔女ヤダモンが引き起こす騒動とそれに巻き込まれる周りの人々の悲喜劇を軸に、魔女キラの企てる陰謀、そしてそれを阻止しようとする者達の物語である。
- 物語は、毎日10分ずつの1週間5話を一纏まりとし[1]、幾人かの視点から並行に展開する。
- 主な視聴者層として幼児を想定した時間枠ながら、後半からはキラの陰謀を中心とするシリアスで複雑なストーリーとなっていく。
- それまでの「魔法少女物語」とは、下記の点で異なる。
  - 主人公・ヤダモンは、主にトラブルメーカーとして機能する。
  - 従来の魔法少女ものでは主人公の魔法能力や正体は俗世の人間には秘密にされる傾向が強いが、本作では逆に、本人が「自分は魔女だ」と公言している。ただし、周囲のほとんど誰にも信じてもらえない。
  - 呪文は、ヤダモンが魔法を使う時に口走る「ティラクル・ラミカル・レルラミルー」があるが、この物語の魔女達は特に唱えなくても魔法が使える。つまり、他のいわゆる魔法少女物語のような決まった呪文というものはない。
- この物語の魔女達の特徴として、魔法を使うときはヘアスタイルが羽を広げた蝶のような形に変化する。力の強い魔女は簡単な魔法では変化しない。

などを特徴とする。

## あらすじ
魔女の森の女王に追放されて人間界に修行にやってきた魔女の森最後の子供「ヤダモン」は、妖精の森最後の子供「タイモン」と共に、野生動物保護島「クリーチャーアイランド」のルブラン家に居候することになる。
ヤダモンは、彼らと暮らす中で学び、遊び、時には我侭や悪戯で警告の×（バツ）マークをつけられたりしながら、ジャン、マリア、エディ、ハンナといった人々と様々な経験をしていく。
しかし平和な日々を送る中で、謎の卵を中心とする魔女・キラの陰謀が徐々に進行し、日常は破壊され、人間界や魔女の森、妖精の森の人々はそれぞれにその渦の中に巻き込まれてしまう。
最終話では、復活を果たしたキラとヤダモンの決着が描かれる。

## 登場人物

### 主要人物
ヤダモン
声 - かないみか
本作の主人公。人間推定年齢5歳。落ちこぼれ魔女な上、悪戯が過ぎた（満月の夜に妖精の森を箒で飛び回り破壊した）ため、母である魔女の森の女王によって魔女の森を追放され、人間界のルブラン家にやってくる。寝起きは最悪で作中でもタイモンやルブラン一家、ブッチ兄弟まで投げ飛ばされたことがあるが、ウィリアムだけは投げ飛ばされたことがない。一人称は「あたし」あるいは「私」。
使える魔法は、当初、満月の夜とタイモンが時を止めた時にだけ箒（人間界ではアップライト型掃除機）に乗って空を飛ぶことができるだけだったが、後に特訓して1人で飛べるようになったり、魔法石（ブローチ）の力を借りて少しずつ他の魔法も使えるように成長していく。一度、屋根から落ちて、頭をぶつけて予知能力を身につけたことがあった。緑色の髪の毛。魔法を使うとアゲハチョウ系の形になる。
幼児特有の元気のよさに隠されているが、実は異常なまでの身体能力の持ち主で、大人を越える敏捷さ・足の速さ・跳躍力と、かなりの打撃を受けても平気なタフさを持つ。
いたずら好きでわがまま、二言目には「やだやだ、ヤダモン」と駄々をこねるが、根は純粋で嘘はつかない。マリアの作ったドーナツとアイスクリームが大好物。
魔女の森最後の子供で、彼女の後に新しい魔女は誕生していない。
タイモン
声 - 水原リン
ヤダモンを追いかけて人間界にやってきた妖精。人間推定年齢11歳。魔女の森の隣にある妖精の森の王子であり、時を一定の間だけ止めたり操ったりすることができる。一人称は「ボク」。
人間界に来る際、父親・妖精王によりウサギとモルモットを合わせたような動物の姿に変えられたが、真の姿は美少年。
動物の姿のときは手足を引っ込めてやや細長い円盤状に丸まることができ、その姿はジャンの家の自走式クリーナーロボに色形がよく似ている。このためジャンママに見付かりそうになった時には、しばしばお掃除ロボットのふりをしてやり過ごしていた(ちなみに放送当時はまだ掃除用ロボットは市販されていない)。
温かいシャワーとイチゴが大好物。冷水をかけられたり、心理的ショックを受けるとムンクの『叫び』のような状態になる。一度、ヤダモンのブローチの力で巨大化したり、ヤダモンと体が入れ替わったことがある。
妖精の森最後の子供。
ジャン・ルブラン
声 - 岩坪理江
ヤダモンの滞在先であるルブラン家の一人息子。7歳。ヤダモンの親友にして兄のような立場にある。一人称は「僕」。
当初は、ヤダモンが魔女であることを全く信じていなかった。また、ヤダモンのわがままには手を焼いており、叱る時に平手打ちやお尻ペンペンをすることがあった。
シューティングゲームが大の得意。夢は宇宙物理博士になること。
絵を描くのも上手く、ヤダモンの魔法によってジャンの描いた絵が動き出す話もある。また、最終回ではジャンの描いたヤダモン像が小道具として使われる。
彼の名付け親はNHK製作プロデューサーの久保田弘（#スタッフ参照）。久保田は『アニメ三銃士』『ふしぎの海のナディア』『アニメひみつの花園』など、総合金曜夜7時30分のアニメ枠でもプロデューサーを務めており、各作品ごとに「ジャン」という名のキャラクターを登場させていた。

### ルブラン家
マリア・ルブラン
声 - 鈴木麻巳
ジャンの母親。黒人の血を引いており肌が黒い。クリーチャーアイランド研究所所長で、生物学者。33歳。通称、ジャンママ（ヤダモン命名）。一人称は「私」。
仕事も家事も抜群にこなすスーパーウーマン。料理の腕は天下一品。また、研究所の階段をものすごい勢いで駆け登っても疲れた様子を見せなかったり、馬に乗ったままジャンプして上空に飛行しているヘリにつかみかかったりと、ハンナ同様に運動神経抜群である。
普段はとても優しく美人だが、怒るととても怖い。彼女が放つ怒気は、離れたサバンナにいる動物ですら震え上がるほど。実は良家の子女。
旧姓・ビノシュ。
エドワード・ルブラン
声 - 二又一成
ジャンの父親。クリーチャーアイランド研究所勤務の科学者・獣医。33歳。愛称はエディで、作中ではほとんどこの呼び方をされる。通称、ジャンパパ（ヤダモン命名）。一人称は「僕」。
趣味はアウトドア全般。カヌーの腕前は抜群。普段はマリアほど怒ることはないが、本気で怒ると地震を発生させるほどの大声を上げる。
研究者でもある父・ウィリアムがガラパゴスで発見した謎の卵の研究をしている。
ウィリアム・ルブラン
声 - 槐柳二
ジャンの祖父でありエディの父。通称：ジャンパパパパ（ヤダモン命名）。著名な研究者で、研究分野は宇宙旅行・古代文明・古代生物・超常現象など多彩。
子供っぽくいたずら好きな性格で、「その時研究しているもの」のコスプレをしてエディをいじる困った趣味があり、そのたびにエディを困惑させる。
ガラパゴスで巨大なサボテンに守られていた謎の卵を発見し、アイランドに送った張本人。
なお、漫画版にウィリアムは登場しないが、ラストで60年後のジャンが彼そっくりになっていた。
シーザー
ライオン。名前はヤダモンがつけた。海で溺れていたところをヤダモンに助けられた。外見の割には人懐っこい性格。以前は人間に飼われており、自然の暮らしには慣れておらず、病気持ちだった。最初はジャンは嫌がっていたものの、獣医であるエディの手術で病気が治り、以降ルブラン家で飼われることとなった。
第1話では上記とは別のライオンが登場し、ヤダモンに虫歯を抜いてもらった。その後、再び登場するが都会立ちのシーザーといがみ合っていた。

### ジャンの同級生と学校関係者
ジャンとその同級生は設定上の年齢は7歳だが、劇中での見た目や言動は10歳から12歳くらいである。
ハンナ・フローゼ
声 - 南杏子
ジャンのガールフレンドで同級生。7歳。歌やダンスが得意でミュージカル女優を目指している。また、スポーツも得意でバスケットボールでは、抜群の運動神経を見せる。一人称は「あたし」。
父親・ヨハンは研究所で働いている。母親とは死別。ジャンから、永遠の友情の証しとして月の雫・テクタイトをもらい受けた。
リック
声 - 山崎たくみ
ジャンの学校の同級生。金髪碧眼の大柄な少年。ガキ大将で、オープニングではジャンにちょっかいを出してヤダモンにお仕置きされるシーンがある。しかし本編ではいじめっ子のような振る舞いはほとんど無く、根は善良。当初はことあるごとにジャンを見下したりはしていたが、徐々にジャンの良き遊び友達となっていく。体格はいいが実はかなり臆病で、ジャンにリニアが目の前に来る前に逃げるというかけをするが、本人はリニアが来る以前に怖がって動けなくなってしまい、ジャンと予知能力で駆けつけたヤダモンに助けられた。父親はアイランドの対岸の街オパシティの警察官。
ピート
声 - コヒエミオコ
ジャンの学校の同級生。アフロパーマの少年。リックの腰ぎんちゃくで、いつもリックの言うことをオウムのように繰り返す。また、思ったことを口に出していうことが多いため、リックからいつも八つ当たりを受けている。実家はオパシティの花屋。名前の由来はリックの言葉を繰り返す＝リピートから。
クリス
声 - 岩坪理江、南杏子
ジャンの学校の同級生。見た目や口調から男の子のように見えるが、実は女の子。ボーイッシュでさわやかな性格で、父親がバイクを持っている。全く喋らないレイチェルの考えを理解できる。
レイチェル
ジャンの学校の同級生。きわめて無口な少女だが、謎の卵に興味を持ったり、ジャンの祖父ウィリアムが世界の不思議について書いた本を読んでいたりと好奇心は強い。
ロジャー
ジャンの学校の同級生。眼鏡をかけた少年。
ケン
ジャンの学校の同級生。ロジャーとよく一緒にいる少年。他の同級生と比べて幼いところがある。
シュタイン
声 - 仁内建之
ジャンたちの担任の先生。

### 研究所
ブッチ
声 - 安西正弘
研究所の謎の卵を盗もうとして異母弟・エンリコと共に侵入したが、ヤダモンの活躍で見事に失敗し、以来エディの好意で研究所で働いている。得意料理は動物ピザ。
自称「ブッチ動物ものしり博士」。実はエディとは大学の同級生。
いつも丸いサングラスをしているのはつぶらな目を隠すため。学生時代のあだ名は「つぶらなブッチ」だった。一度、映画監督となりオーディションを受けるが、途中で落選。
ヤダモンを「スーパー女の子」と呼ぶ。
フルネームはブッチ・バッティスタ・ジラルディ・キャビュレットだが、作中で呼ばれることはない。
この兄弟の父親や2人の母親、育った家庭環境については劇中触れられていない。
エンリコ
声 - 塩沢兼人
天才プログラマー。兄ブッチと共に研究所で働いている。キザでクールな二枚目だが、時々舌足らずなしゃべり方をする。
ずんぐりむっくりの兄とは正反対の、細身で長身。異母兄のことを「お兄たま」と呼び慕っている。ブッチによるとエンリコはものすごい怪力の持ち主で、その気になればジャンの体を紙飛行機にしてしまうらしい。
ヤダモンを「スーパーお嬢様」と呼んでいる（ブッチの呼び方を丁寧にしたものらしい）。
帽子の中には七つ道具が隠されているが、全てを見たものはいない。中には初恋の人の新聞記事の切り抜きも入っている。
フルネームはエンリコ・バッティスタ・ジラルディ・キャビュレットだが、ブッチ同様作中で呼ばれることはない。
漫画版では実の母が死亡したため、そのショックで思考回路がショートしてしまい、ルブラン夫妻に銃を向けるなど、アニメと比べ悪質な部分を見せたが、ヤダモンによって正気に戻った。
ヨハン
声 - 山崎たくみ
ハンナの父。妻の死後、娘を男手ひとつで育てた。年齢は外見から30代前後。エディの研究所で働いている。
ドン（赤毛でオス）とニーシャ（白毛でメス）といった二頭の馬を飼っている。

### 魔女の森と妖精の森の関係者たち
女王
声 - 川浪葉子
ヤダモンの母。魔女の森の女王。魔法力の光と闇のバランスが非常に良いために強大な力を持つ。ヤダモン同様寝起きは最悪らしい。
心優しく慈悲深い女王だが、その分、情に脆い一面を持つ。ヤダモンを修行に出したはいいが、常に娘を心配している。ヤダモンにつけられる×マークは、彼女によるもの。口調はぶっきらぼうな男性的なもの。
当時は幼児の持つ母親像にも変化が見られはじめた時代であり、後で言うヤンママ寄りの、世相を反映したキャラクターになっている。
キラと共にベリアルの元で魔法を学んでいた。アニメ版・小説版では、闇の力に魅入られたキラを封印した張本人（漫画版ではキラを封印したのはベリアル一人での仕事）。
ヤダモンやベリアルと同様に本名は不明だが、アニメスタッフの間からは「ママモン」「ママダモン」という愛称があるらしい（コミックス版でもヤダモンが彼女のことを「ママモン」と呼ぶ場面がある）。
床まで届きそうな金髪に、白・赤・青・黒が混ざる。漫画版では巨大なアゲハチョウ型に広がるが、アニメでは作画が非常に大変なので、「強大な力を持ち羽を広げなくても魔法が使える」という設定にしてあり、広げているシーンはエンディングに使われているSUEZENによるオリジナルイラストでしか見られない。
漫画版では特に情に脆い一面や、ヤダモンの母親として娘そっくりのトラブルメーカーぶりが強調されている。そもそも（漫画版において）ヤダモンが引き起こした妖精の森の破壊は、彼女が若い頃に同じことをしでかし、その体験談をヤダモンを寝かしつける際に「おもしろおかしく」脚色して語り聞かせたことが原因であり、そういう意味では本作の全ストーリー全トラブルの元凶・源流とも言える人物。また女性週刊誌が大好きで寝所や玉座に溜め込み侍女たちに叱られたり、昔のコトにかこつけてシンウィをからかったりと、かなり「おちゃめ」な人物。
漫画版におけるキラが引き起こした「闇の召喚魔法」事件の唯一の生き残り。彼女にとってキラは母であり姉のような存在であるため、自らが彼女を裁かねばならぬことに苦悩し涙する場面もある。
DVD-BOX2では映像特典として、ヤダモンの変身シーンの代わりに女王が羽を広げるオープニングが収録されている。
キラ
声 - 皆口裕子
闇の力に魅せられた魔女。はるか昔、闇の力で破壊の限りを尽くしたため女王とベリアルによって卵に封印されたが、ヤダモンが魔法を覚えるのに合わせて力を増し、ついにヤダモンをそそのかして封印を破り復活。魔女を滅ぼさない為、ある計画を企てる。
漫画版では、とある事情により生まれたばかりの頃に闇の精霊に憑依された二重人格的なキャラクターであり、その行動自体に関して本人には自覚も罪も悪意すらない。かつては魔女の森において幼少の魔女の子どもたちの面倒を見る保母であり、誰よりも自分の生徒たちを愛する魔女だった。そのため女王の育ての親としての一面を持っている。ヤダモンの姿を初めて見た時に「（容姿・性格ともに）母親そっくり」と評している。しかし保母として子どもたちの面倒を見ていた際に「もっと子どもたちに遊び相手がいれば」という心の動きが隙を作ってしまい、闇の精霊に肉体を乗っ取られて「闇の召喚魔法」を使い、魔女の子供たちの命を奪うという結果をもたらした（闇の精霊の記憶操作のため、キラ本人は「闇の召喚魔法」を使った結果を憶えていない）。
卵はジャンの祖父、ウィリアムによって発見された。漫画版では卵は全く関係なく、ベリアルによって閉ざされた時空間に封印されており、その封印を解くための行動によって魔女の森、妖精の森、人間界の間に時空の揺らぎが発現していた。
非常に丁寧で上品な（そして辛辣な）言葉遣いが特徴。
栗色の髪の毛。魔法を使う時、スズメガ系の形になる。封印から解放された直後はヤダモンの姿に変身して行動した。
DVD-BOX2では映像特典として、キラの変身シーンが収録されている。
マナティ
声 - 中村紀子子
クリーチャーアイランドの洞窟の奥深くに住むマナティ。魔法を使い、テレパシーで会話する。ヤダモンからは「マナティおばさん」と呼ばれる。
ヤダモンの成長を助け、見守る存在。女王が追放先をクリーチャーアイランドにしたのも、ここに彼女がいるからである。
魔女達とははるか昔から親交があった。
実際のマナティの尾は平たい丸型だが、彼女の尾はイルカのように二又に分かれている。
ベリアル
声 - 岡のりこ
女王とキラの魔法の師匠にあたる、偉大な魔女。人間界・魔女の森で共に「ベリアル（聖なる魔女）」の称号で呼ばれる。あくまでも称号であり、本名は知られていない。
クリーチャーアイランドに咲く不思議な花・パミラスの伝説（実はキラと魔女達との戦いが元ネタ）にもその名が出てくる。
白い蝶に変身し、ヤダモンの魔法の修行を手助けしたこともある。
漫画版ではストーリー開始時に既に故人の設定となっているため、名前だけの登場になっている。魔女の森の先代女王で自らの命と引き換えにキラを閉ざされた時空に封印している。
白い髪の毛。魔法を使う時、ヤママユガ系の形になる。
シンウィ
声 - 松本保典
妖精王に仕える泡の妖精。タイモンを溺愛しており、ヤダモンを毛嫌いしている（前述のヤダモンがしでかしたいたずらが大きな理由）。小説版・漫画版では幼少時女王が妖精の森に留学に来ていた頃の幼馴染。さらに漫画版では女王とつきあっていたこともあるという設定で、とかく調子に乗りやすく思い込みも激しいために魔女たちにからかわれやすい。「気になる」程度の相手でさえ必ずラブレターを書いたりするため、強烈な修羅場に放り込まれることもある（コミックス作中では少なくとも女王・キラ・侍女たちと5人にラブレターを送って、女王と侍女たちに責められてしまう）。
興奮すると大量のシャボン玉を出す。またこのシャボン玉は丈夫で、人間を数人入れることもできる。
凶悪な砂の妖精バクド（声 - 山崎たくみ）を追って人間界にやってきた後、妖精王からの使いとして時々タイモンの許にやってくるようになる。
ミール
声 - 南杏子
魔女の森の女王に仕える侍女。魔女である。数いる侍女のリーダー的存在。女王を敬愛しており、キラが生やした「キラの花」の草刈りでは女王と作業ができることを大喜びする。反面、聖なる魔女・ベリアルに対しては畏怖の念を抱いており、相当気を遣っている。パニックになると早口になり、ろれつが回らなくなる。ヤダモンのことは「姫さま」と呼称。漫画版では他にイーウ・キークという侍女もおり、常に3人組で行動している。
バグド
声 - 山崎たくみ
砂を自在に操る砂の妖精。妖精王が病気になったことを王位に就く好機と捉え、妖精王の印・聖フェアリーストーンを武力で奪おうと企む。人間界にいたシンウィを人質に捕り、正当王位継承者であるタイモンから聖フェアリーストーンを奪おうとするが、タイモンのピンチを知ったヤダモンが救援に駆けつけて撃退する。この一件でヤダモンは魔法の力の引き出し方を学ぶ。

### その他
バーベラ
ハンナの母で、写真のみの登場。娘が幼いころに死亡。首の辺りにホクロがある。
なお、ヨハンがキャンプに行く際、ハンナに救急箱を取ってくるように言うが、両親の写真に見とれ救急箱を用意し忘れてしまった。このとき、ハンナはこの写真の女性が母だということに気づいておらず、別人だと思っていたが、毒蛇にかまれた父がうめきをあげながら妻の名前を言ったことと、写真を見たハンナが首の辺りのホクロに気づいたことで母だとわかった。

## スタッフ
- シリーズ構成 - 大井みなみ、外山草
- 音楽 - 馬飼野康二
- 監督 - 原田益次
- アニメプロデューサー - 川人憲治郎
- キャラクターデザイン - SUEZEN
- 美術監督 - 佐藤道子
- 製作 - 吉田圭一郎、久保田弘
- バグド城設定イメージ - 工藤健太
- 色彩設定 - 塚原良江、堤早苗
- 編集 - 古川雅士
- ネガ編集 - 松尾編集室
- 音楽担当 - 市岡秀治、今井典子
- 音響監督 - 吉野勝久
- 録音 - 安藤徳哉
- 音響効果 - 中村佳央（東洋音響カモメ）
- スタジオ - アバコクリエイティブスタジオ
- 制作担当 - 出原義朗
- アニメーション制作担当 - 大西つとむ、佐藤みどり、松田敦、中村浩一、矢作英平、山口広、古沢英明、神村篤、牧野泰子、松田優志、池田均、勝山洋之、松岡誠、伊藤正弘、笹嶋啓一、丸山哲右、野村俊雄、安藤弘史
- アニメーション - グループ・タック
- 共同制作 - NHKエンタープライズ、総合ビジョン
- 制作・著作 - NHK

## 主題歌・挿入歌
オープニングテーマ「Magical Dreamer」
作詞 - 渡瀬マキ / 作曲 - 平川達也 / 編曲 - LINDBERG、井上龍仁 / 歌 - LINDBERG
エンディングテーマ「この空にちかって」
作詞 - 渡瀬マキ / 作曲 - 小柳昌法 / 編曲 - LINDBERG、井上龍仁 / 歌 - LINDBERG
挿入歌・イメージソング
- 「小さな魔女の子守歌」
  - 作詞：田波靖男 / 作曲・編曲：馬飼野康二 / 歌 - 井上あずみ
- 「瞳のなかの地球」
  - 作詞：外山草 / 作曲・編曲：馬飼野康二 / 歌 - 井上あずみ
- 「ティラクル・ラミカル・レルラミルー」
  - 作詞：田波靖男 / 作曲・編曲：馬飼野康二 / 歌 - 井上あずみ

## 各話リスト
本放送と再放送では放送の順序が異なる。
| 話数    | 放送日         | サブタイトル                    | 再放送の放送順 | 脚本              | コンテ       | 演出         | 作画監督            |
| ------- | -------------- | ------------------------------- | -------------- | ----------------- | ------------ | ------------ | ------------------- |
| 第1話   | 1992年 8月24日 | チビッ子魔女がやってきた (No.1) | 1              | 大井みなみ        | 原田益次     | 原田益次     | 村田雅彦            |
| 第2話   | 8月25日        | チビッ子魔女がやってきた (No.2) | 2              | 大井みなみ        | 原田益次     | 原田益次     | 坂本英明            |
| 第3話   | 8月26日        | チビッ子魔女がやってきた (No.3) | 3              | 大井みなみ        | 石踊宏       | 石踊宏       | 藤田正幸            |
| 第4話   | 8月28日        | チビッ子魔女がやってきた (No.4) | 4              | 大井みなみ        | 水谷貴哉     | 水谷貴哉     | 仁志田守生          |
| 第5話   | 8月31日        | チビッ子魔女がやってきた (No.5) | 5              | 大井みなみ        | 水谷貴哉     | 水谷貴哉     | 今野淑子            |
| 第6話   | 9月1日         | 時の妖精タイモン (No.1)         | 6              | 外山草            | 松浦錠平     | 松浦錠平     | 大島康弘            |
| 第7話   | 9月2日         | 時の妖精タイモン (No.2)         | 7              | 外山草            | 棚沢隆       | 棚沢隆       | 坂本大二郎          |
| 第8話   | 9月3日         | 時の妖精タイモン (No.3)         | 8              | 外山草            | 鈴木卓夫     | 鈴木卓夫     | 原完治              |
| 第9話   | 9月4日         | 時の妖精タイモン (No.4)         | 9              | 外山草            | 佐々木和宏   | 佐々木和宏   | 関根昌之            |
| 第10話  | 9月7日         | 時の妖精タイモン (No.5)         | 10             | 外山草            | 青野昌       | 青野昌       | アベ正己            |
| 第11話  | 9月8日         | ジャンのラブレター              | 24             | 大井みなみ        | 吉田俊司     | 松浦錠平     | 村中博美            |
| 第12話  | 9月9日         | ハンナの夢                      | 23             | 大井みなみ        | 木村哲       | 木村哲       | 高橋勇治            |
| 第13話  | 9月10日        | 困った×マーク                   | 22             | 大井みなみ        | 矢吹勉       | 八潮南       | なかじまちゅうじ    |
| 第14話  | 9月11日        | 今夜天気になァれ！              | 98             | 大井みなみ        | 細谷秋夫     | 細谷秋夫     | 山下明彦            |
| 第15話  | 9月28日        | ハンナなんてキライ！ (No.1)     | 11             | 大井みなみ        | 中村憲由     | 中村憲由     | 清水健一            |
| 第16話  | 9月29日        | ハンナなんてキライ！ (No.2)     | 12             | 大井みなみ        | 佐々木よし子 | 佐々木よし子 | 佐々木よし子        |
| 第17話  | 9月30日        | ハンナなんてキライ！ (No.3)     | 13             | 大井みなみ        | 高田耕一     | 高田耕一     | 山田浩之            |
| 第18話  | 10月1日        | ハンナなんてキライ！ (No.4)     | 14             | 大井みなみ        | 佐々木和宏   | 佐々木和宏   | 関根昌之            |
| 第19話  | 10月2日        | ハンナなんてキライ！ (No.5)     | 15             | 大井みなみ        | 黒木健一     | 黒木健一     | 原完治              |
| 第20話  | 10月5日        | 狙われた研究所 (No.1)           | 31             | 大井みなみ 外山草 | 中村憲由     | 中村憲由     | 清水健一            |
| 第21話  | 10月6日        | 狙われた研究所 (No.2)           | 32             | 大井みなみ 外山草 | 三條なみみ   | 難波日登志   | 服部圭子            |
| 第22話  | 10月7日        | 狙われた研究所 (No.3)           | 33             | 大井みなみ 外山草 | 細谷秋夫     | 細谷秋夫     | 竹内昭              |
| 第23話  | 10月8日        | 狙われた研究所 (No.4)           | 34             | 大井みなみ 外山草 | 高田耕一     | 高田耕一     | 今野淑子            |
| 第24話  | 10月9日        | 狙われた研究所 (No.5)           | 35             | 大井みなみ 外山草 | 河上研       | 河上研       | 村田雅彦            |
| 第25話  | 10月12日       | マナティが呼んでる？ (No.1)     | 26             | 外山草            | 松浦錠平     | 松浦錠平     | 清水健一            |
| 第26話  | 10月13日       | マナティが呼んでる？ (No.2)     | 27             | 外山草            | 佐藤卓哉     | 佐藤卓哉     | アベ正己            |
| 第27話  | 10月14日       | マナティが呼んでる？ (No.3)     | 28             | 外山草            | 佐々木和宏   | 佐々木和宏   | 関根昌之            |
| 第28話  | 10月15日       | マナティが呼んでる？ (No.4)     | 29             | 外山草            | うえだしげる | うえだしげる | アベ正己            |
| 第29話  | 10月16日       | マナティが呼んでる？ (No.5)     | 30             | 外山草            | 高田耕一     | 高田耕一     | 高田耕一            |
| 第30話  | 10月19日       | 宿題とアイスクリーム (No.1)     | 16             | 大井みなみ        | 石踊宏       | 石踊宏       | 藤田昌幸            |
| 第31話  | 10月20日       | 宿題とアイスクリーム (No.2)     | 17             | 大井みなみ        | 大町繁       | 大町繁       | 金子勲              |
| 第32話  | 10月21日       | 宿題とアイスクリーム (No.3)     | 18             | 大井みなみ        | 神原敏昭     | 神原敏昭     | 神原敏昭            |
| 第33話  | 10月22日       | 宿題とアイスクリーム (No.4)     | 19             | 大井みなみ        | 宇井孝司     | 宇井孝司     | 杉山東夜美          |
| 第34話  | 10月23日       | 宿題とアイスクリーム (No.5)     | 20             | 大井みなみ        | 佐藤卓哉     | 佐藤卓哉     | 坂本英明            |
| 第35話  | 10月26日       | 逃げだしたライオン (No.1)       | 41             | 大井みなみ        | 池田成       | 池田成       | 大島康弘            |
| 第36話  | 10月27日       | 逃げだしたライオン (No.2)       | 42             | 大井みなみ        | 佐々木和宏   | 佐々木和宏   | 関根昌之            |
| 第37話  | 10月28日       | 逃げだしたライオン (No.3)       | 43             | 大井みなみ        | 佐々木和宏   | 佐々木和宏   | 関根昌之            |
| 第38話  | 10月29日       | 逃げだしたライオン (No.4)       | 44             | 大井みなみ        | うえだしげる | うえだしげる | アベ正己            |
| 第39話  | 10月30日       | 逃げだしたライオン (No.5)       | 45             | 大井みなみ        | 辻耕輔       | 鈴木卓夫     | 原完治              |
| 第40話  | 11月2日        | 町へ行こう                      | 25             | 大井みなみ        | 中村憲由     | 中村憲由     | 清水健一            |
| 第41話  | 11月4日        | ポスト・ロボット                | 96             | 大井みなみ        | 佐藤卓哉     | 山崎たかし   | 山崎たかし          |
| 第42話  | 11月5日        | タイモン大好き                  | 21             | 大井みなみ        | 村田雅彦     | 村田雅彦     | 村田雅彦            |
| 第43話  | 11月6日        | 10歳の思い出                    | 72             | 大井みなみ 外山草 | 毛利和昭     | 毛利和昭     | 毛利和昭            |
| 第44話  | 11月23日       | 大きくなあれ！ (No.1)           | 46             | 外山草            | 松浦錠平     | 松浦錠平     | 村中博美            |
| 第45話  | 11月25日       | 大きくなあれ！ (No.2)           | 47             | 外山草            | 木村哲       | 木村哲       | 村田マサヒコ        |
| 第46話  | 11月26日       | 大きくなあれ！ (No.3)           | 48             | 外山草            | 佐藤卓哉     | 佐藤卓哉     | 阿蒜正              |
| 第47話  | 11月30日       | 大きくなあれ！ (No.4)           | 49             | 外山草            | 佐々木和宏   | 佐々木和宏   | 関根昌之            |
| 第48話  | 12月1日        | 大きくなあれ！ (No.5)           | 50             | 外山草            | 大町繁       | 大町繁       | 金子勲              |
| 第49話  | 12月2日        | レッツ・フライ・ヤダモン        | 115            | 大井みなみ        | あびるただし | あびるただし | あびるただし        |
| 第50話  | 12月4日        | わたし、見えない？              | 108            | 大井みなみ        | 池田成       | 松浦錠平     | 村中博美            |
| 第51話  | 12月7日        | 天使のほほえみ                  | 73             | 大井みなみ        | 佐々木よし子 | 佐々木よし子 | 佐々木よし子        |
| 第52話  | 12月8日        | スーパージャン                  | 97             | 大井みなみ 外山草 | 高田耕一     | 高田耕一     | 杉山東夜美          |
| 第53話  | 12月9日        | 魔法はナイショ                  | 99             | 大井みなみ        | 佐藤卓哉     | 佐藤卓哉     | 杉山東夜美          |
| 第54話  | 12月10日       | 魔女の子守歌 (No.1)             | 109            | 大井みなみ        | 三條なみみ   | 難波日登志   | 服部圭子            |
| 第55話  | 12月14日       | 幻の花パミラス (No.1)           | 36             | 外山草            | 工藤進       | 石踊宏       | 藤田正幸            |
| 第56話  | 12月15日       | 幻の花パミラス (No.2)           | 37             | 外山草            | 佐藤卓哉     | 佐藤卓哉     | 平田かほる          |
| 第57話  | 12月16日       | 幻の花パミラス (No.3)           | 38             | 外山草            | 福島宏之     | 福島宏之     | 坂元大二郎          |
| 第58話  | 12月17日       | 幻の花パミラス (No.4)           | 39             | 外山草            | 鈴木卓夫     | 鈴木卓夫     | 原完治              |
| 第59話  | 12月18日       | 幻の花パミラス (No.5)           | 40             | 外山草            | 高田耕一     | 高田耕一     | 山田浩之            |
| 第60話  | 12月21日       | 逃げたオウム                    | 113            | 大井みなみ        | 佐々木よし子 | 佐々木よし子 | 佐々木よし子        |
| 第61話  | 12月22日       | ジャンの翼                      | 107            | 大井みなみ        | 高田耕一     | 川島宏       | 坂元大二郎          |
| 第62話  | 12月25日       | ヤダモン2                       | 101            | 大井みなみ        | 池田成       | 池田成       | 東海林真一          |
| 第63話  | 1993年 1月4日  | 白い蝶のひみつ (No.1)           | 51             | 外山草            | 中村憲由     | 中村憲由     | 清水健一            |
| 第64話  | 1月5日         | 白い蝶のひみつ (No.2)           | 52             | 外山草            | 佐々木よし子 | 佐々木よし子 | 佐々木よし子        |
| 第65話  | 1月6日         | 白い蝶のひみつ (No.3)           | 53             | 外山草            | 佐藤卓哉     | 佐藤卓哉     | 杉山東夜美          |
| 第66話  | 1月7日         | 白い蝶のひみつ (No.4)           | 54             | 外山草            | 根本清       | 宇井孝司     | 宮本和正            |
| 第67話  | 1月8日         | 白い蝶のひみつ (No.5)           | 55             | 外山草            | 鈴木卓夫     | 鈴木卓夫     | 原完治              |
| 第68話  | 1月25日        | ジャンパパの魔法!? (No.1)       | 56             | 外山草            | 矢吹勉       | 大地丙太郎   | なかじまちゅうじ    |
| 第69話  | 1月26日        | ジャンパパの魔法!? (No.2)       | 57             | 外山草            | 池田成       | 石踊宏       | 藤田正幸            |
| 第70話  | 1月27日        | ジャンパパの魔法!? (No.3)       | 58             | 外山草            | 池田成       | 池田成       | 東海林真一          |
| 第71話  | 1月29日        | ジャンパパの魔法!? (No.4)       | 59             | 外山草            | うえだしげる | うえだしげる | 一志勝利            |
| 第72話  | 2月1日         | ジャンパパの魔法!? (No.5)       | 60             | 外山草            | 三條なみみ   | 難波日登志   | 服部圭子            |
| 第73話  | 2月2日         | ブローチのいじわる！ (No.1)     | 61             | 外山草            | 池田成       | 池田成       | 大島康弘            |
| 第74話  | 2月3日         | ブローチのいじわる！ (No.2)     | 62             | 外山草            | 小林常夫     | 佐々木和宏   | 関根昌之            |
| 第75話  | 2月4日         | ブローチのいじわる！ (No.3)     | 63             | 外山草            | 矢吹勉       | 八潮南       | なかじまちゅうじ    |
| 第76話  | 2月8日         | ブローチのいじわる！ (No.4)     | 64             | 外山草            | 高田耕一     | 高田耕一     | 小泉昇              |
| 第77話  | 2月10日        | ブローチのいじわる！ (No.5)     | 65             | 外山草            | 大町繁       | 渡辺健一郎   | 金子勲              |
| 第78話  | 2月12日        | 変身の魔法                      | 114            | 大井みなみ        | 中村憲由     | 中村憲由     | 清水健一            |
| 第79話  | 2月15日        | 愛しのジャンママ (No.1)         | 66             | 外山草            | 松浦錠平     | 松浦錠平     | 村中博美            |
| 第80話  | 2月16日        | 愛しのジャンママ (No.2)         | 67             | 外山草            | うえだしげる | うえだしげる | 浜田勝              |
| 第81話  | 2月17日        | 愛しのジャンママ (No.3)         | 68             | 外山草            | 矢吹勉       | 大地丙太郎   | 畑良子              |
| 第82話  | 2月18日        | 愛しのジャンママ (No.4)         | 69             | 外山草            | 小林常夫     | 佐々木和宏   | 関根昌之            |
| 第83話  | 2月19日        | 愛しのジャンママ (No.5)         | 70             | 外山草            | 佐藤卓哉     | 佐藤卓哉     | 山下明彦            |
| 第84話  | 2月22日        | おじいちゃんのプレゼント (No.1) | 76             | 外山草            | 神原敏昭     | 神原敏昭     | 神原敏昭            |
| 第85話  | 2月23日        | おじいちゃんのプレゼント (No.2) | 77             | 外山草            | 木村哲       | 木村哲       | 西野理恵            |
| 第86話  | 2月24日        | おじいちゃんのプレゼント (No.3) | 78             | 外山草            | 三條なみみ   | 中村憲由     | 清水健一            |
| 第87話  | 2月25日        | おじいちゃんのプレゼント (No.4) | 79             | 外山草            | 松浦錠平     | 松浦錠平     | 村中博美            |
| 第88話  | 2月26日        | おじいちゃんのプレゼント (No.5) | 80             | 外山草            | 鈴木卓夫     | 鈴木卓夫     | 原完治              |
| 第89話  | 3月1日         | ジャンのユ・ウ・ウ・ツ (No.1)   | 81             | 荒川優子          | 福本潔       | 福本潔       | 高橋勇治            |
| 第90話  | 3月2日         | ジャンのユ・ウ・ウ・ツ (No.2)   | 82             | 荒川優子          | 根本清       | 川島宏       | 坂元大二郎          |
| 第91話  | 3月3日         | ジャンのユ・ウ・ウ・ツ (No.3)   | 83             | 荒川優子          | 高田耕一     | 高田耕一     | 山田浩之            |
| 第92話  | 3月4日         | ジャンのユ・ウ・ウ・ツ (No.4)   | 84             | 荒川優子          | 小林常夫     | 佐々木和宏   | 関根昌之            |
| 第93話  | 3月5日         | ジャンのユ・ウ・ウ・ツ (No.5)   | 85             | 荒川優子          | 池田成       | 池田成       | 東海林真一          |
| 第94話  | 3月8日         | 結婚記念日の贈りもの            | 71             | 大井みなみ        | 松浦錠平     | 松浦錠平     | 村中博美            |
| 第95話  | 3月11日        | ヨハンが危ない！                | 74             | 大井みなみ        | 大地丙太郎   | 大地丙太郎   | 畑良子              |
| 第96話  | 3月12日        | 魔法のおさらい                  | 75             | 大井みなみ        | うえだしげる | うえだしげる | 一志勝利            |
| 第97話  | 3月31日        | 呪文を忘れた！                  | 100            | 大井みなみ        | 高田耕一     | 高田耕一     | 山田浩之            |
| 第98話  | 4月5日         | 砂の妖精バグド (No.1)           | 86             | 外山草            | 中村憲由     | 中村憲由     | 清水健一            |
| 第99話  | 4月6日         | 砂の妖精バグド (No.2)           | 87             | 外山草            | 佐々木和宏   | 佐々木和宏   | 関根昌之            |
| 第100話 | 4月7日         | 砂の妖精バグド (No.3)           | 88             | 外山草            | 矢吹勉       | 大地丙太郎   | 畑良子              |
| 第101話 | 4月8日         | 砂の妖精バグド (No.4)           | 89             | 外山草            | うえだしげる | うえだしげる | 浜田勝              |
| 第102話 | 4月9日         | 砂の妖精バグド (No.5)           | 90             | 外山草            | 佐藤卓哉     | 佐藤卓哉     | 山下明彦            |
| 第103話 | 4月12日        | いつでも飛びたい (No.1)         | 91             | 外山草            | 池田成       | 池田成       | 東海林真一          |
| 第104話 | 4月13日        | いつでも飛びたい (No.2)         | 92             | 外山草            | 根本清       | 宇井孝司     | 高橋勇治            |
| 第105話 | 4月14日        | いつでも飛びたい (No.3)         | 93             | 外山草            | 木村哲       | 木村哲       | 西野理恵            |
| 第106話 | 4月15日        | いつでも飛びたい (No.4)         | 94             | 外山草            | 山田徹       | 山田徹       | 青野厚司            |
| 第107話 | 4月16日        | いつでも飛びたい (No.5)         | 95             | 外山草            | 大地丙太郎   | 大地丙太郎   | 畑良子              |
|         | 4月19日        | 魔女の子守歌 (No.1)             |                | 大井みなみ        | 三條なみみ   | 難波日登志   | 服部圭子            |
| 第108話 | 4月20日        | 魔女の子守歌 (No.2)             | 110            | 大井みなみ        | 池田成       | 池田成       | 大島康弘            |
| 第109話 | 4月21日        | ジャンの忘れ物                  | 111            | 大井みなみ        | 村田雅彦     | 村田雅彦     | 数井浩子            |
| 第110話 | 4月22日        | 鳩のSOS                         | 105            | 大井みなみ 外山草 | 矢吹勉       | 成川武千嘉   | 畑良子              |
| 第111話 | 4月23日        | 動物パンケーキ                  | 106            | 大井みなみ        | 佐藤卓哉     | 佐藤卓哉     | 杉山東夜美          |
| 第112話 | 4月26日        | 筏に乗ろう                      | 104            | 外山草            | 佐々木和宏   | 佐々木和宏   | 佐々木和宏          |
| 第113話 | 4月27日        | マナーのお勉強                  | 112            | 大井みなみ        | 池田成       | 池田成       | 村中博美            |
| 第114話 | 4月28日        | あれ？見えちゃった！            | 102            | 大井みなみ        | 高田耕一     | 高田耕一     | 後藤圭二            |
| 第115話 | 4月30日        | タコタコ上がれ！                | 103            | 大井みなみ        | うえだしげる | うえだしげる | 浜田勝              |
| 第116話 | 5月3日         | おだやかな目覚め                | 116            | 外山草            | 木村哲       | 木村哲       | 高橋勇治            |
| 第117話 | 5月4日         | ドーナツがアリャリャ！          | 117            | 外山草            | うえだしげる | うえだしげる | 一志勝利            |
| 第118話 | 1994年 1月19日 | ひとりで飛ぶ！                  | 118            | 外山草            | 松浦錠平     | 松浦錠平     | 村中博美            |
| 第119話 | 1993年 5月6日  | 魔法はこうして…                 | 119            | 外山草            | 根本清       | 黒木健一     | 宮本和正            |
| 第120話 | 5月7日         | ごめんねタイモン                | 120            | 外山草            | 高田耕一     | 高田耕一     | 山田浩之            |
| 第121話 | 5月10日        | 魔女の森の女王                  | 121            | 外山草            | 摩砂雪       | 宇井孝司     | 下笠美穂            |
| 第122話 | 5月11日        | ベリアルの不安                  | 122            | 外山草            | 佐々木和宏   | 佐々木和宏   | 関根昌之            |
| 第123話 | 5月12日        | マジカルストーン                | 123            | 外山草            | 池田成       | 池田成       | 大島康弘            |
| 第124話 | 5月13日        | ふしぎな夢                      | 124            | 外山草            | 矢吹勉       | 大地丙太郎   | 畑良子              |
| 第125話 | 5月14日        | タイモンの卵？                  | 125            | 外山草            | うえだしげる | うえだしげる | 浜田勝              |
| 第126話 | 5月17日        | ヤダモンと卵                    | 126            | 外山草            | 木村哲       | 木村哲       | 坪川正              |
| 第127話 | 5月18日        | 遠くへ行っちゃう…               | 127            | 外山草            | 山田徹       | 山田徹       | 青野厚司            |
| 第128話 | 5月19日        | キラの花                        | 128            | 外山草            | 池田成       | 池田成       | 村中博美            |
| 第129話 | 5月20日        | 月面の決闘                      | 129            | 外山草            | 神原敏昭     | 神原敏昭     | 神原敏昭            |
| 第130話 | 5月21日        | にがい勝利                      | 130            | 外山草            | 矢吹勉       | 成川武千嘉   | 畑良子              |
| 第131話 | 5月24日        | ガラパゴス                      | 131            | 外山草            | 木村哲       | 木村哲       | 西野理恵            |
| 第132話 | 5月25日        | かわいそうな卵                  | 132            | 外山草            | 池田成       | 池田成       | 東海林真一          |
| 第133話 | 5月26日        | 妖精の森へ帰っちゃえ！          | 133            | 外山草            | 佐藤卓哉     | 佐藤卓哉     | 高橋勇治            |
| 第134話 | 5月27日        | 巨大植物キラ                    | 134            | 外山草            | うえだしげる | うえだしげる | 一志勝利            |
| 第135話 | 5月28日        | キラ？キラ！キラ!?              | 135            | 外山草            | 毛利和昭     | 毛利和昭     | 毛利和昭            |
| 第136話 | 5月31日        | キラはどこ？                    | 136            | 外山草            | 木村哲       | 木村哲       | 坪川正              |
| 第137話 | 6月1日         | キラは何を？                    | 137            | 外山草            | 石踊宏       | 石踊宏       | 野田康行            |
| 第138話 | 6月2日         | 月のしずく                      | 138            | 外山草            | 池田成       | 池田成       | 大島康弘            |
| 第139話 | 6月3日         | 魔女の森へ                      | 139            | 外山草            | 大地丙太郎   | 大地丙太郎   | 畑良子              |
| 第140話 | 6月4日         | キラに近づくな！                | 140            | 外山草            | 高田耕一     | 高田耕一     | 高橋勇治            |
| 第141話 | 6月7日         | 闇の魔女                        | 141            | 外山草            | 佐藤卓哉     | 佐藤卓哉     | 山崎たかし          |
| 第142話 | 6月8日         | 墜落！                          | 142            | 外山草            | うえだしげる | うえだしげる | 一志勝利            |
| 第143話 | 6月9日         | やすらぎの一日                  | 143            | 外山草            | 根本清       | 川島宏       | 佐藤真二            |
| 第144話 | 6月10日        | おじいちゃんの本                | 144            | 外山草            | 山田徹       | 山田徹       | 青野厚司            |
| 第145話 | 6月11日        | ウィリアムがいっぱい！          | 145            | 外山草            | 成川武千嘉   | 成川武千嘉   | 畑良子              |
| 第146話 | 6月14日        | 怪獣が生まれた！                | 146            | 外山草            | 池田成       | 池田成       | 東海林真一          |
| 第147話 | 6月15日        | 嫌い！嫌い!!大っ嫌い            | 147            | 外山草            | 松浦錠平     | 松浦錠平     | 村中博美            |
| 第148話 | 6月16日        | 哀しみのタイモン王子            | 148            | 外山草            | 矢吹勉       | 大畑清隆     | 畑良子              |
| 第149話 | 6月17日        | キラのにがては？                | 149            | 外山草            | 成川武千嘉   | 成川武千嘉   | 畑良子              |
| 第150話 | 6月18日        | 卵にもどる？                    | 150            | 外山草            | 高田耕一     | 高田耕一     | 後藤圭二            |
| 第151話 | 6月21日        | 元気になった？                  | 151            | 外山草            | 木村哲       | 木村哲       | 数井浩子            |
| 第152話 | 6月22日        | ぴょんぴょんカヌー              | 152            | 外山草            | 山田徹       | 松浦錠平     | 青野厚司            |
| 第153話 | 6月23日        | ヤダモンを撃て！                | 153            | 外山草            | 村田マサヒコ | 村田マサヒコ | 山田浩之            |
| 第154話 | 6月24日        | ママにはじめてのウソ            | 154            | 外山草            | うえだしげる | うえだしげる | 浜田勝              |
| 第155話 | 6月25日        | キラ≒ヤダモン                   | 155            | 外山草            | 佐藤卓哉     | 佐藤卓哉     | 高橋勇治            |
| 第156話 | 6月28日        | 悪い子かな？                    | 156            | 外山草            | 根本清       | 高田耕一     | 杉山東夜美          |
| 第157話 | 6月29日        | 決戦！魔女の森                  | 157            | 外山草            | 池田成       | 池田成       | 大島康弘 東海林真一 |
| 第158話 | 6月30日        | シンウィふたたび                | 158            | 外山草            | 大地丙太郎   | 大地丙太郎   | 畑良子              |
| 第159話 | 7月1日         | ふたりは友達                    | 159            | 外山草            | 毛利和昭     | 毛利和昭     | 毛利和昭            |
| 第160話 | 7月2日         | 闇の卵                          | 160            | 外山草            | 村田マサヒコ | 村田マサヒコ | 山崎たかし          |
| 第161話 | 7月5日         | 妖精王                          | 161            | 外山草            | 木村哲       | 木村哲       | 坪川正              |
| 第162話 | 7月6日         | キラのドーナツ                  | 162            | 外山草            | 山田徹       | 山田徹       | 村中博美            |
| 第163話 | 7月7日         | 火山の中へ！                    | 163            | 外山草            | 大地丙太郎   | 大地丙太郎   | 畑良子              |
| 第164話 | 7月8日         | 卵の中のふたりの少女            | 164            | 外山草            | うえだしげる | うえだしげる | 一志勝利            |
| 第165話 | 7月9日         | はじまり…                       | 165            | 外山草            | 佐藤卓哉     | 外山草       | 生田目康裕          |
| 第166話 | 7月12日        | カウントダウン                  | 166            | 外山草            | 池田成       | 池田成       | 東海林真一          |
| 第167話 | 7月13日        | 聖フェアリーストーン            | 167            | 外山草            | 池田成       | 池田成       | 大島康弘            |
| 第168話 | 7月14日        | めざめよ！ヤダモン              | 168            | 外山草            | 木村哲       | 木村哲       | 数井浩子            |
| 第169話 | 7月15日        | タイモン…！                     | 169            | 外山草            | 高田耕一     | 高田耕一     | 高橋勇治            |
| 第170話 | 7月16日        | 瞳のなかの地球                  | 170            | 外山草            | 佐藤卓哉     | 佐藤卓哉     | 佐藤卓哉            |

放送休止
- 1992年8月27日：ジェシカおばさんの事件簿「天罰は雷雨の夜に」（17:15 - 18:00）
- 1992年9月14日から1992年9月25日：大相撲秋場所（15:10 - 18:00）
- 1992年11月3日：笑コレクション（17:45 - 17:55）、あのころ・あの歌（17:55 - 18:00）
- 1992年11月9日から1992年11月20日：大相撲九州場所（15:10 - 18:00）
- 1992年11月24日：世界の博物館「グリニッジ天文台博物館」（17:35 - 18:00）
- 1992年11月27日：名探偵ダウリング神父「もう一つの証拠」（17:16 - 18:00）
- 1992年12月3日：国会中継（第125回国会 参議院予算委員会 平成4年度補正予算案総括質疑[5]、14:33 - 18:00 ※散会は20:02）
- 1992年12月11日：宮澤改造内閣によるニュースの延長（17:00 - 18:38）
- 1992年12月23日：心のままに音を紡いで（16:45 - 18:00）
- 1992年12月24日：名探偵ダウリング神父「消えた遺産」（17:15 - 18:00）
- 1992年12月28日：特集イブニングネットワーク（17:00 - 18:57）
- 1992年12月29日：お正月映画「荒野の決闘（My Darling Clementine）」（16:50 - 18:27）
- 1992年12月30日：お正月映画「馬上の二人（Two Rode Together）」（16:35 - 18:25）
- 1992年12月31日：大相撲この一年（17:25 - 18:38）
- 1993年1月1日：名探偵ポワロ「ABC殺人事件」（16:15 - 17:55）、ヨーロッパ現代工芸「木～ぬくもりと命」（17:55 - 18:25）
- 1993年1月11日から1993年1月22日：大相撲初場所（15:10 - 18:00）
- 1993年1月28日：こちらブルームーン探偵社「昔の女に未練あり」（17:10 - 17:55）、世界の家庭料理（17:55 - 18:00）
- 1993年2月5日：1993年アルペンスキー世界選手権（第3日）（17:05 - 18:00）
- 1993年2月9日：1993年アルペンスキー世界選手権（第7日）（16:05 - 18:00）
- 1993年2月11日：こちらブルームーン探偵社「プロローグ編・迷探偵コンビの誕生」（16:30 - 18:00）
- 1993年3月9日：国会中継（第126回国会 参議院予算委員会 平成5年度総予算案総括質疑[6]、13:00 - 17:54）、風景映画（17:54 - 17:55）、世界の手芸（17:55 - 18:00）
- 1993年3月10日：こちらブルームーン探偵社「完全犯罪の結末」（17:15 - 18:00）
- 1993年3月15日から1993年3月26日：大相撲春場所（15:10 - 18:00）
- 1993年3月29日から1993年3月30日：第65回選抜高等学校野球大会（13:05 - 18:00）
- 1993年4月29日：全日本柔道選手権大会（15:30 - 17:00）
- 1993年5月5日：第69回日本選手権 シンクロナイズドスイミング（15:30 - 17:00）

## 放送時間
いずれも日本標準時、基本時間のみを記載。教育テレビでの放送へ移行してからは、同日午後にスポーツ中継が予定されている日に限り放送時間が変更されることがあった（例：1994年4月1日夕方の再放送最終回）。ちなみに総合テレビ時代には、放送時間の変更は一度もなかった。

### 本放送
- 総合テレビ：月曜日 - 金曜日 17:50 - 18:00 （1992年8月24日 - 1993年3月31日）
- 教育テレビ：月曜日 - 金曜日 16:00 - 16:10 （1993年4月5日 - 1993年7月16日）

### 再放送
- 教育テレビ：月曜日 - 金曜日 16:00 - 16:10 （1993年7月19日 - 1994年4月1日）
- 教育テレビ：月曜日 - 金曜日 08:50 - 09:00 （1993年10月4日 - 1994年4月1日）

### 再々放送
- NHK衛星第2：水曜日 18:30 - 18:55 (1994年4月6日 - 1995年3月29日)　衛星アニメ劇場にて放送。何話かがまとめて放送され、各話の合間にアイキャッチが入れられていた。

## 関連作品

### 小説
- 面出明美著・SUEZENイラスト 『小説ヤダモン（上） ちいさな魔女がやってきた！』 徳間書店 アニメージュ文庫 186頁 1992年12月発売 ISBN 4-19-669663-5
- 面出明美著・SUEZENイラスト 『小説ヤダモン（中） 砂の迷宮』 徳間書店 アニメージュ文庫 170頁 1993年5月発売 ISBN 4-19-669667-8
- 面出明美著・SUEZENイラスト 『小説ヤダモン（下） 地球の詩（うた）がきこえる』 徳間書店 アニメージュ文庫 194頁 1993年10月発売 ISBN 4-19-900002-X
  - 内容はかなり改変されてオリジナル色が強く、結末も異なる。

### 漫画
- SUEZEN 『ヤダモン 前編』 徳間書店 アニメージュコミックス 155頁 1993年6月発売 ISBN 4-19-773071-3
- SUEZEN 『ヤダモン 後編』 徳間書店 アニメージュコミックス 179頁 1994年5月発売 ISBN 4-19-770013-X
  - 徳間書店の月刊誌『アニメージュ』に1992年9月号から1994年4月号まで連載された。エピソードはかなり短縮化されてオリジナル作品の要素が強く、結末も異なる。
- SUEZEN 『ヤダモン』 ジャイブ CR COMICS 324頁 2008年11月7日発売 ISBN 978-4-86176-586-5
  - 上記アニメージュ連載版を1冊にまとめた加筆訂正版。
- 『フィルム・コミック ヤダモン 1』 徳間書店 アニメージュコミックススペシャル 113頁 1992年12月発売 ISBN 4-19-772124-2
- 『フィルム・コミック ヤダモン 2』 徳間書店 アニメージュコミックススペシャル 113頁 1993年1月発売 ISBN 4-19-773010-1
- 『フィルム・コミック ヤダモン 3』 徳間書店 アニメージュコミックススペシャル 113頁 1993年4月発売 ISBN 4-19-773042-X
- 『フィルム・コミック ヤダモン 4』 徳間書店 アニメージュコミックススペシャル 113頁 1993年5月発売 ISBN 4-19-773051-9
- 『フィルム・コミック ヤダモン 5』 徳間書店 アニメージュコミックススペシャル 113頁 1993年8月発売 ISBN 4-19-773080-2

### 音楽

#### シングルCD
LINDBERG 「Magical Dreamer」（オープニングソング）
カップリング曲：「この空にちかって」（エンディングソング）
このCDに収録されている「Magical Dreamer」は、シングルバージョン。LINDBERGのアルバムCD『LINDBERG V』には、これとは異なるバージョンの「Magical Dreamer」が収録されている。

#### サウンドトラック
- 『ヤダモンサウンド・コレクションVol.1「ちびっ子魔女がやってきた」』 徳間ジャパンコミュニケーションズ 1992年11月25日発売
- 『ヤダモンサウンド・コレクションVol.2「ファンタジー」』 徳間ジャパンコミュニケーションズ 1992年12月21日発売
- 『ヤダモンサウンド・コレクションVol.3「ティラクル・ラミカル・レルラミルー」』 徳間ジャパンコミュニケーションズ 1993年6月25日発売

### その他の出版物
アニメージュ編集部・編、『ロマンアルバム ヤダモン』 徳間書店 157頁 1993年10月発売
ストーリー解説、キャラクター紹介、声優インタビュー、制作裏話、脚本家・外山草によるオリジナルストーリー、全話スタッフデータなどを紹介。
『テレビランド絵本「ヤダモン」』 徳間書店
キャラクターの紹介が主な内容。第2集の計画もあったが、未発売。
『テレビランドワイドシールえほん12「ヤダモン」』 徳間書店 1993年
背景の上に、繰り返し貼れるシールでレイアウトするという内容。
『お水でおえかき たのしい水絵「ヤダモン」』 バンダイ

### VHS
1. 「チビッコ魔女がやってきた」
2. 「時の妖精タイモン」
3. 「ハンナなんてキライ！」
4. 「狙われた研究所」
5. 「今夜天気になあれ！」「ハンナの夢」「困った×マーク」「ジャンのラブレター」「街へ行こう！」
6. 「マナティが呼んでる」
7. 「宿題とアイスクリーム」
8. 「逃げ出したライオン」
9. 「大きくなあれ！」
10. 「レッツ・フライ・ヤダモン」「わたし見えない？」「筏に乗ろう」「10才の思い出」「タイモン大好き」

- エンディングの「この空にちかって」は歌詞の文法にクレームがつき、テレビ放送版では「my dear friend」→「Dear my friend」となっている。
- このVHS版や下記DVD版では、一部の回において変更前の歌詞が使用されている。

### DVD
- ヤダモン DVD-BOX 1 （2006年3月24日発売 ジェネオンエンタテインメント株式会社）
- ヤダモン DVD-BOX 2 （2006年7月5日発売 ジェネオン エンタテインメント株式会社）
  - 本作は、全編の映像ソフト化が長らくされていなかった。放送開始から約14年を経てDVD-BOXの発売が発表されたが、「諸処の事情」により発売中止となった。その後、発売元が当初と変更となり正式に発売が行われた。
  - DVD-BOX 2 に収録されている映像特典の新作追加バージョンオープニングはDVDが初出ではなく、SUEZENのデジタル画集『KALEIDOSCOPE』に収録されていたものである。

### その他のグッズ
ぬいぐるみ
タイモン (L, M, S) とマナテイおばさん (L, S) がある。
タイモンは似ても似つかないその風貌から、バッタモンという名前で漫画版にも出演している。
ハンカチ
「タイモンのアラームに耳を塞ぐヤダモン」「ヤダモンに話しかけるタイモン」「月をバックに掃除機で飛行するヤダモン」の絵柄になっている。
ポケットティッシュ
ハンカチとほぼ同じモチーフの柄になっている。
幼児用パンツ

スーパーファミコン用ソフト『ヤダモン ワンダランドドリーム』
1993年11月26日に徳間書店から発売。8M。『不思議の国のアリス』をモチーフにしている。内容は、魔女の森の女王様がなくした時間と空間を司る魔法石を求めてヤダモン達が密輸団がいるランド内やお化け屋敷を冒険する。ゲームの目的は、散らばった魔法石を捜し出して、変調となった世界を元に戻す事。マウスに対応しているアドベンチャーゲーム。

### その他のグッズ（非売品）
シール
衛星放送 (BS) のPRシール
BSのPRのために作られ、各地のNHKで配布された。裏面がBSの番組紹介になっている。
キャラクターの色がオンエアされたものとは若干異なっている。
主題歌シングルのおまけシール
「ヤダモンとタイモン」の絵柄となっている。

絵はがき
番組宣伝用に作られ、オープニングとエンディングの8枚の絵柄が印刷されたミラーコーティングされたもの。全種セットで配布されたわけではない。
楽譜
本放送中に視聴者プレゼントとして配布された。
ポスター
- オープニングの掃除機に乗ったヤダモンとタイモン：サウンドトラックCDvol1の予約特典
- 「コビコビヤダモン」：『月刊ニュータイプ』1992年12月号の付録
- 「予感」ジャンとハンナの結婚式シーン：『月刊ニュータイプ』1993年10月号の付録
- タイモンを抱いたヤダモン：DVD-BOX 1 の予約特典

カレンダー
- サントラvol2の予約特典
- 1993 ヤダモンひめくり
  - 『アニメージュ』1993年1月号の付録。一週間が一枚に納められ、マンガのイラストが週替わりで楽しめる。

番組宣伝パンフレッド
NHKがマスコミ用に作成したもので、シリーズ展開や、キャラクター紹介などが掲載されている。
等身大ポップ・アップ
徳間書店がCDの販売促進の為に作った等身大のもの。シングルCDのおまけシールと同じ絵柄である。
マグネット
1993年のサマーフェスタ用に作られた。

## その後
脚本担当の外山草により、その後のエピソードとしてジャンやハンナの成人後の話が執筆され、徳間書店刊の『ロマンアルバム』に掲載されている。
システムサコムからは、本作の関連ゲームソフト『フェイクダウン』の発売が予定されていた。セガサターン用ソフトで、キラに関連するストーリーが展開される予定であったが、このソフトは発売中止となった。シナリオは外山草が担当しており、ゲームのコピーライトにもグループタックの名義が記載されている。外山草によれば「キラ三部作」のひとつであったという。三部作の残り一作は発表されていない。